# Franz Schüssele
Franz Schüssele (* August 1952 in Dörlinbach) ist ein deutscher Musiker.

## Leben und Wirken
Schüssele studierte Posaune, Schulmusik und Germanistik. Er spielte drei Jahre lang im Philharmonischen Orchester der Stadt Freiburg und war in mehreren Jazz-Ensembles tätig. Zudem war Schüssele Mitbegründer der Volksmusikgruppe Gälfiäßler, einer Gruppe, die für originelle Volksmusik, teilweise gespielt auf ausgefallenen Instrumenten überregional bekannt wurde. Schüssele hat einen Lehrauftrag an der Pädagogischen Hochschule Freiburg, wo er Posaune und Kammermusik für Blechbläser unterrichtet.
1983 wandte sich Schüssele dem Alphorn zu und komponierte seither zahlreiche Musikstücke für Alphorn in verschiedensten Besetzungen, beispielsweise für Alphorn und Vokalchor, Orgel, Orchester, Drehorgel oder Dudelsack. Außerdem ist er Autor des Standardwerkes Alphorn und Hirtenhorn in Europa.
Neben Alphorn spielt Schüssele seltene historische Instrumente, wie Serpent, Trumscheit oder auch Theremin.